# Ringelfolk

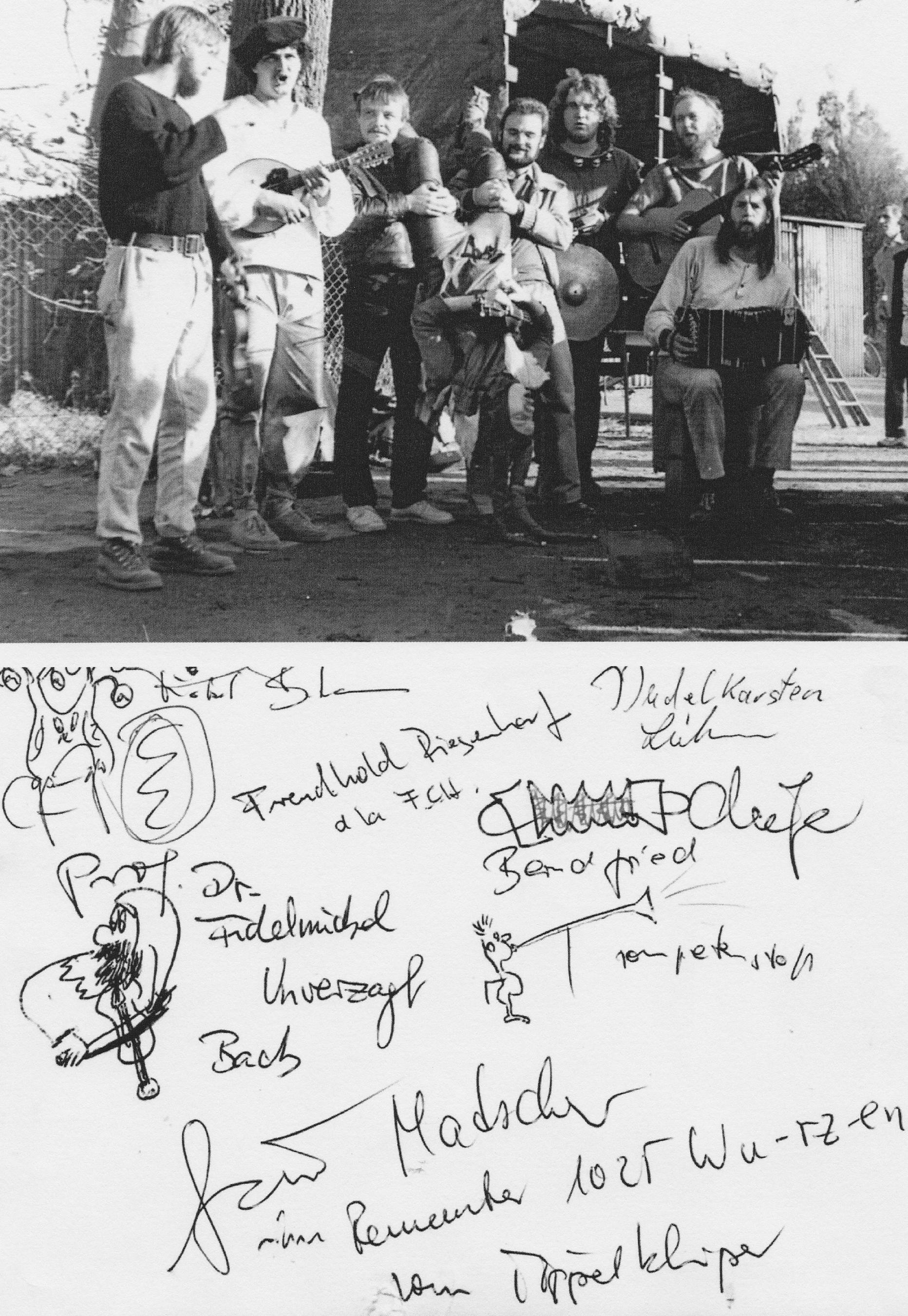
Tippelklimper mit Dieter Kalka, Matscher und Trompetenstoß (Wurzener Stadtmusikanten) in Wurzen. Autogramme umseitig

Ringelfolk war ein in der DDR stattfindendes Treffen von Liedermachern, Lyrikern und Folkmusikern in der Ringelnatzklause in Wurzen (Sachsen).

## Geschichte
Ringelfolk fand in der Ringelnatzklause Wurzen ohne Veranstaltungsgenehmigung statt, wobei es keinerlei Zensur gab. Nach der seit 1984 verstärkten Kontrolle von Bühnenkünstlern wurden neue Freiräume gesucht. Organisiert wurde es von den Mitgliedern der Gruppe Dieters Frohe Zukunft Uwe Schimmel und Dieter Kalka.
Teilnehmer waren Schriftsteller, Liedermacher und Folkmusiker, hauptsächlich aus der Leipziger Liederszene, u. a. Jayne-Ann Igel (Leipzig), Jürgen B. Wolff (Leipzig), die damals verbotene Münzenberger Gevattern-Combo (Quedlinburg), Tippelklimper (Potsdam) mit Christian Hohberg alias Fried Wandel, Akram Mutlak (Leipzig), Sachsendiva Katrin Troendle (Leipzig), Ralph Elsässer (Leipzig) und Joachim Schäfer (Leipzig).
Die 1985 bis 1987 jährlich stattfindende Veranstaltung wurde von der Stasi beobachtet und als staatsgefährdend eingestuft.